# Howiłów Wielki
Howiłów Wielki (ukr. Великий Говилів, Wełykyj Howyliw) – wieś na Ukrainie w rejonie czortkowskim należącym do obwodu tarnopolskiego.

## Opis
W II Rzeczypospolitej wieś w powiecie trembowelskim w województwie tarnopolskim.
W latach 1944–1945 nacjonaliści ukraińscy z OUN-UPA zamordowali tutaj 7 Polaków.
Do 2020 w rejonie trembowelskim.
W miejscowości znajduje się kaplica św. Zofii z 1911 roku oraz przystanek kolejowy Howiłów, położony na linii Tarnopol – Biała Czortkowska.

## Związani z miejscowością
- We wsi urodził się Jewhen Ołesnycki.